# Saturn (mitologia)

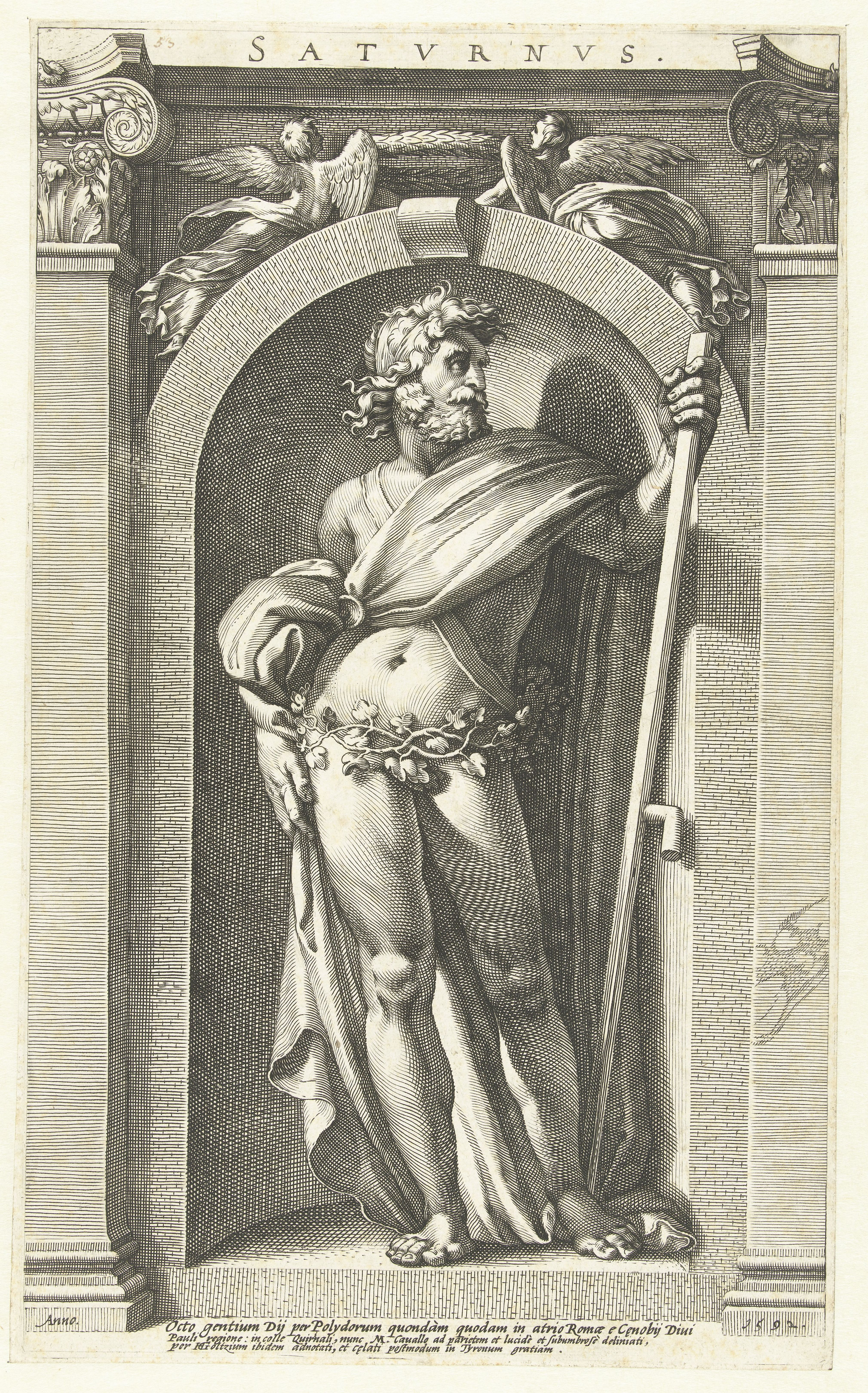
Saturn de Caravaggio, circa.

Segons la mitologia romana, Saturn fou una divinitat italiana de caràcter agrari, ja que protegia els camps sembrats i els fruits de la terra.
Fou identificat amb el tità Cronos, cosa que el convertí en pare de Júpiter i obligà els romans a donar un final diferent al mite de la titanomàquia d'acord amb la preeminència de què aquest déu gaudia en la religió romana. Efectivament, ells creien que Saturn, un cop vençut, s'havia instal·lat a Itàlia, hostatjat per Janus al Capitoli, i havia ensenyat als aborígens a conrear la terra, conforme als seus antics atributs de déu civilitzador.
També es deia que sota el seu regnat la humanitat havia conegut una edat d'or.
Tenia un temple al Fòrum antic, al peu de Capitoli, on es custodiava el tresor públic (erari).

## Etimologia i epítets
Segons Varró, el nom de Saturn deriva del terme satu («sembra»); però actualment els lingüistes creuen que és una etimologia bastant improbable per la vocal llarga ā de Sāturnus i pels estudis epigràfics sobre diverses inscripcions on està la paraula Saeturnus, això no obstant, cal considerar que Varró reflectia en la seva afirmació la característica original d'aquest déu: el transmissor dels coneixements agrícoles als humans. Una etimologia més probable és la que el connecta amb el déu etrusc Satre i amb topònims com ara Satria, una antiga ciutat del Latium, o amb Saturae palus, el nom d'un pantà també al Latium. Aquesta arrel està present en el nom de la planta satureia. A Saturn se'l relacionava amb diversos epítets que feien referència amb les seves funcions agrícoles : Sterculius o Stercutus, Sterces els quals deriven del terme stercus («fems»). L'agricultura formava part de la identitat romana i, per tant, Saturn formava part de la religió més arcaica des dels inicis de la ciutat. El seu nom ja estava present en l'himne que cantaven els sacerdots salii, i el seu temple era dels més antics posats sota la vigilància dels pontífexs.

## Mitologia

### Mitologia procedent de Roma
La llegenda diu que Saturn era un déu autòcton que residia al turó capitolí i era el regent del lloc, que també estava habitat per altres éssers divins: nimfes, faunes, altres déus (Iuventus, Teminus). És per això que aquest turó en temps antics es deia Mons Saturnius i la ciutat Saturnia. El déu Saturn va donar unes lleis convertint un indret salvatge en civilitzat.

### Mitologia itàlica

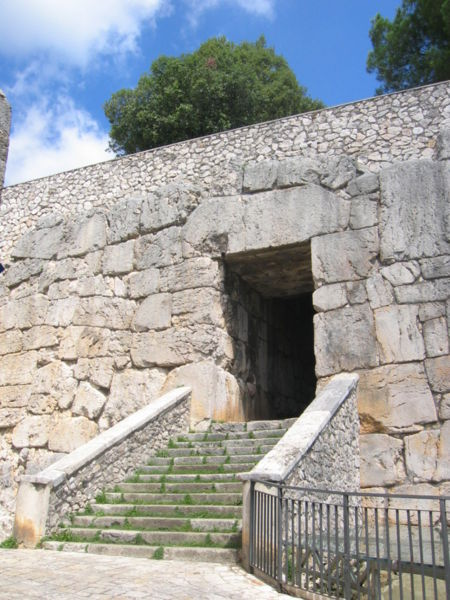
Porta major de la muralla ciclòpia d'Alatri

Va ser pare de Picus el primer rei del Latium i, com a protector dels llatins, va fundar set ciutats: Aletrium (actual Alatri), Anagnia (Anagni), Arpinum (Arpino), Atina i Ferentinum (Ferentino, també coneguda pel nom de Antinum). Totes aquestes ciutats estan envoltades de muralles ciclòpies i la tribu que les va habitar en el seu origen eren els pelasgs.
Una altra tradició diu que la zona central de la península italiana, tradicionalment relacionada amb els sabins, estava en l'antiguitat habitada per uns éssers humans que vivien als arbres, no sabien procurar-se abric ni aliment per passar l'hivern, eren els anomenats aborígens. El déu Saturn es va compadir d'ells, els va ensenyar a conrear la terra i a regir-se per unes lleis cíviques.
Segons una altra tradició Saturn era un déu immigrant procedent de terres gregues, que havia estat acollit per Janus quan el seu fill, Júpiter, li havia usurpat el tron.

### Mites grecs
Els romans van adoptar els mites relacionats amb el grec Cronos, en especial van transferir a Saturn tot el que tenia a veure amb la genealogia dels déus. El primer esment en la literatura llatina és al segle iii aC, quan Livi Andronic diu en una de les seves obres que Júpiter era fill de Saturn.
Saturn tenia dues esposes que representaven els diferents aspectes del déu. Una es deia Ops, la deessa romana de l'abundància que es va identificar amb la grega Rhea, encara que aquesta identificació va ser posterior, ja que anteriorment Rhea va ser equiparada amb la deessa romana Consus de caràcter agrícola. L'altra esposa de Saturn, es deia Lua una antiga deessa romana relacionada amb la destrucció i la pèrdua, que era l'encarregada de rebre les armes trencades i sagnants que els enemics havien abandonat al camp de batalla.
Ovidi, inspirat per "L'edat d'or" descrita per Homer, diu que Saturn havia tingut cura dels humans perquè poguessin gaudir de la generositat espontània de la terra en una època en què vivien en igualtat amb els déus.

## Iconografia

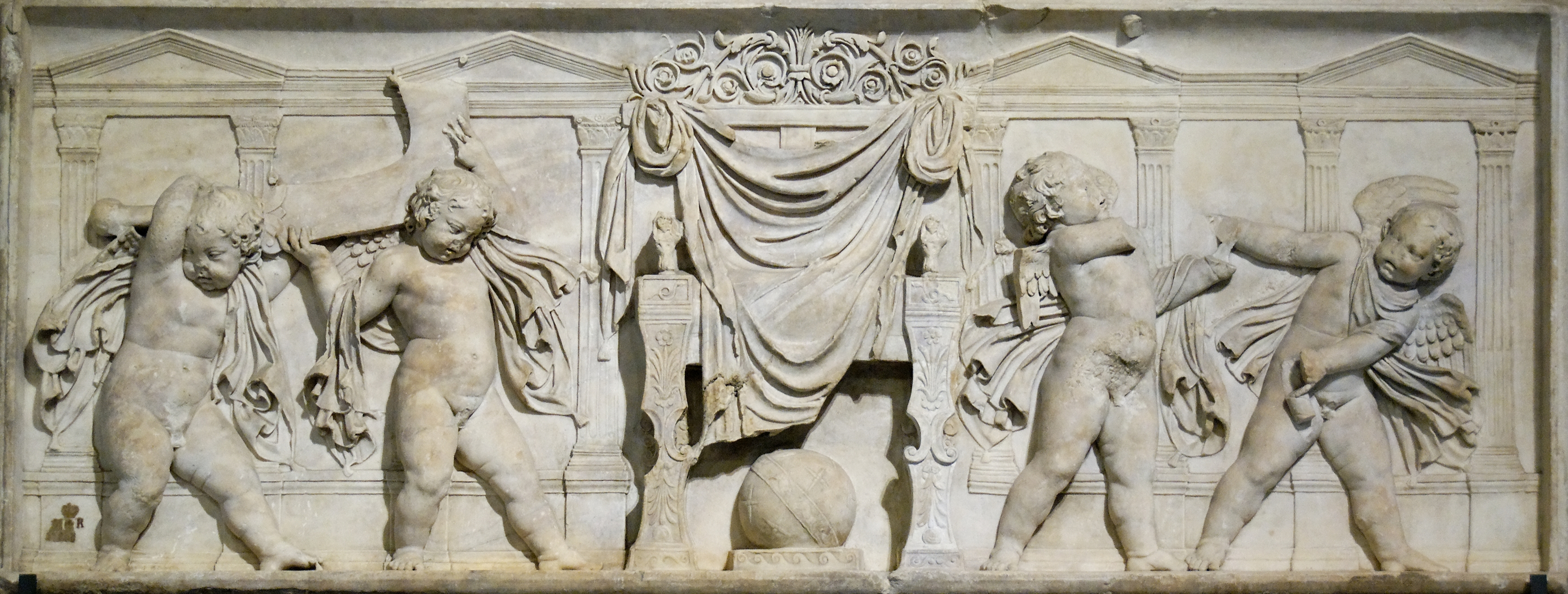
Relleu conservat al museu del Louvre que podria ser del s. I o una còpia renaixentista. La figura amagada sota un vel es creu que podria ser Saturn.

El culte a Saturn tenia una posició dins del calendari romà associada a la transició cap a l'any nou. En la tradició grega, Cronos estava relacionat amb la paraula χρόνος (khronos, «temps»), i la llegenda mitològica en què devorava els seus fills era una al·legoria del pas de les generacions. La scythe («falç») amb la qual de vegades es representava al Pare Temps era una reminiscència del vessant agrícola de Saturn i el seu aspecte d'home molt vell representa el defalliment de l'any que acaba per donar pas a l'any nou, aspecte que a l'antiguitat també estava representat per Aion. A finals dels temps antics Saturn es va arribar a sincretitzar amb diverses deïtats i va començar a ser representat amb ales com Kairós, per ser el déu protector del moment oportú.
A les imatges més antigues se'l representava amb el cap o tot ell cobert amb un vel.Plutarc va escriure que anava velat perquè era el pare de la veritat.

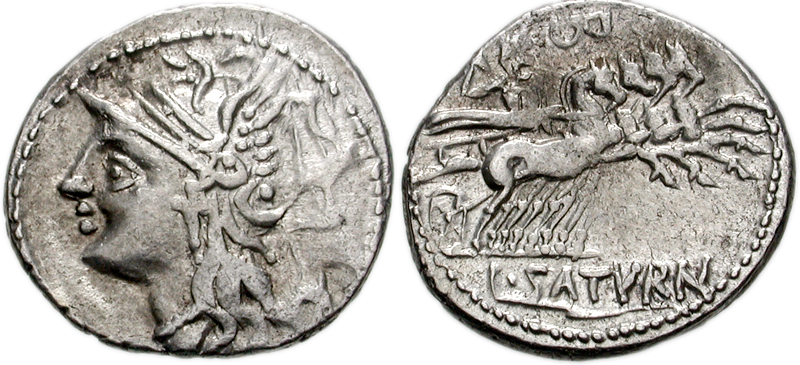
Saturn conduint una quadriga en el revers d'un denari i a l'anvers la imatge de Dea Roma.

La seva imatge també es va fer servir en l'encunyació de monedes. El 104 aC, el tribú de la plebs Luci Appuleu Saturní va encomanar l'elaboració d'un denari en què hi havia el déu Saturn amb una quadriga, un vehicle relacionat amb governants, generals dignes d'un triomf i déus solars. Saturní era un polític del partit del poble que havia proposat la reducció del preu del gra i la seva distribució entre els més pobres. A l'altra banda de la moneda estava el cap de Dea Roma la personificació divinitzada de la ciutat. Les imatges triades per aquest tribú connectaven el seu nom amb els déus més antics protectors de Roma.

## El temple
Saturn tenia un temple dedicat, a l'àrea del fòrum Romà als peus del turó Capitolí, també conegut amb el nom de Aerarium, perquè en ell es guardava el tresor nacional romà. La primera construcció data del s. VI aC, però va ser consagrat el 497 aC pels cònsols Aule Semproni Atratí i Marc Minuci Augurí. Va tenir diverses reconstruccions al llarg del temps, com així ho confirmen els treballs arqueològics dirigits per E.Gjerstad. Actualment es conserva una filera de columnes.

## Culte

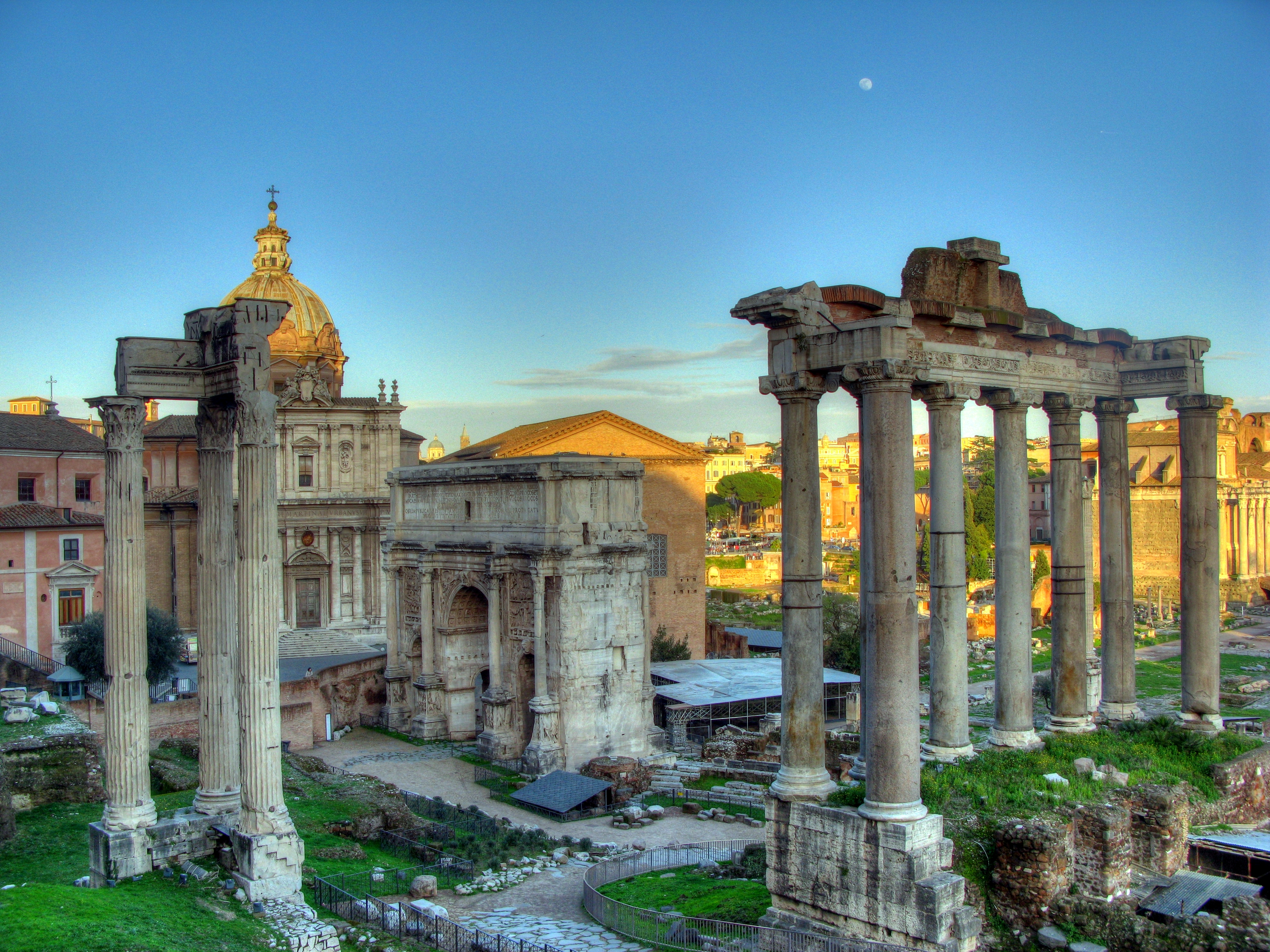
Un grup de vuit columnes del que va ser el temple de Saturn són encara visibles al fòrum romà. El temple de Vespasià (tres columnes) es pot veure a l'esquerra i l'arc de Septimi al centre.

La figura de Saturn és una de les més complexes de la religió romana, G. Dumézil va dir que no es podia aprofundir gaire en el seu estudi per manca d'informació. En canvi D. Briquel va fer una interpretació del seu culte seguint la línia marcada per Dumézil de la teoria de les tres funcions dels déus d'origen indoeuropeu, a partir de les aportacions fetes pels estudis d'A. Brelich i G. Piccaluga.
La principal dificultat amb què es troben els estudiosos del tema és discernir quina part del culte a Saturn pertany a la figura original i quina part és deguda a influències hel·lenístiques posteriors. Encara més, algunes característiques d'aquest déu són comunes a Cronos però, no obstant, són tan antigues que podrien tenir un origen comú. Altres està més clar que van arribar a Roma després del 217 aC, data en què les tradicions gregues es van incorporar a la celebració de la Saturnàlia.
Els trets autènticament romans identificats per Briquel són:
1. La situació de la festa en honor de Saturn en el calendari romà, ja que correspon a la consagració del seu temple. (Mentre que el culte grec de Cronos se celebrava entre juny i juliol.)
2. La relació amb Lua Mater.
3. La localització del seu culte inicial al Capitolí, que es remunta als inicis de la ciutat.[41]

Aquests tres elements indiquen, segons el punt de vista de Briquel, que Saturn era considerat un déu sobirà. La relació amb el turó capitolí i en concret amb Júpiter ve atestada per la llegenda segons la qual Iuventas i Terminus es negaven a abandonar el turó quan s'anava a construir el temple de Júpiter. Aquests dos déus correspondrien als déus ajudants del sobirà segons la tradició vèdica (D. Briquel es refereix a les figures del Mahabharata: Dhrtarastra i Vidura) i també en paral·lelisme amb els Ciclops i els Hecatonquirs descrits per Hesíode. Encara que els déus ajudants pertanyen a la segona generació divina, tenen una part activa en el tercer nivell en cadascun dels tres casos: Índia, Grècia i Roma, en què esdevenen una mena de continuació de Júpiter.

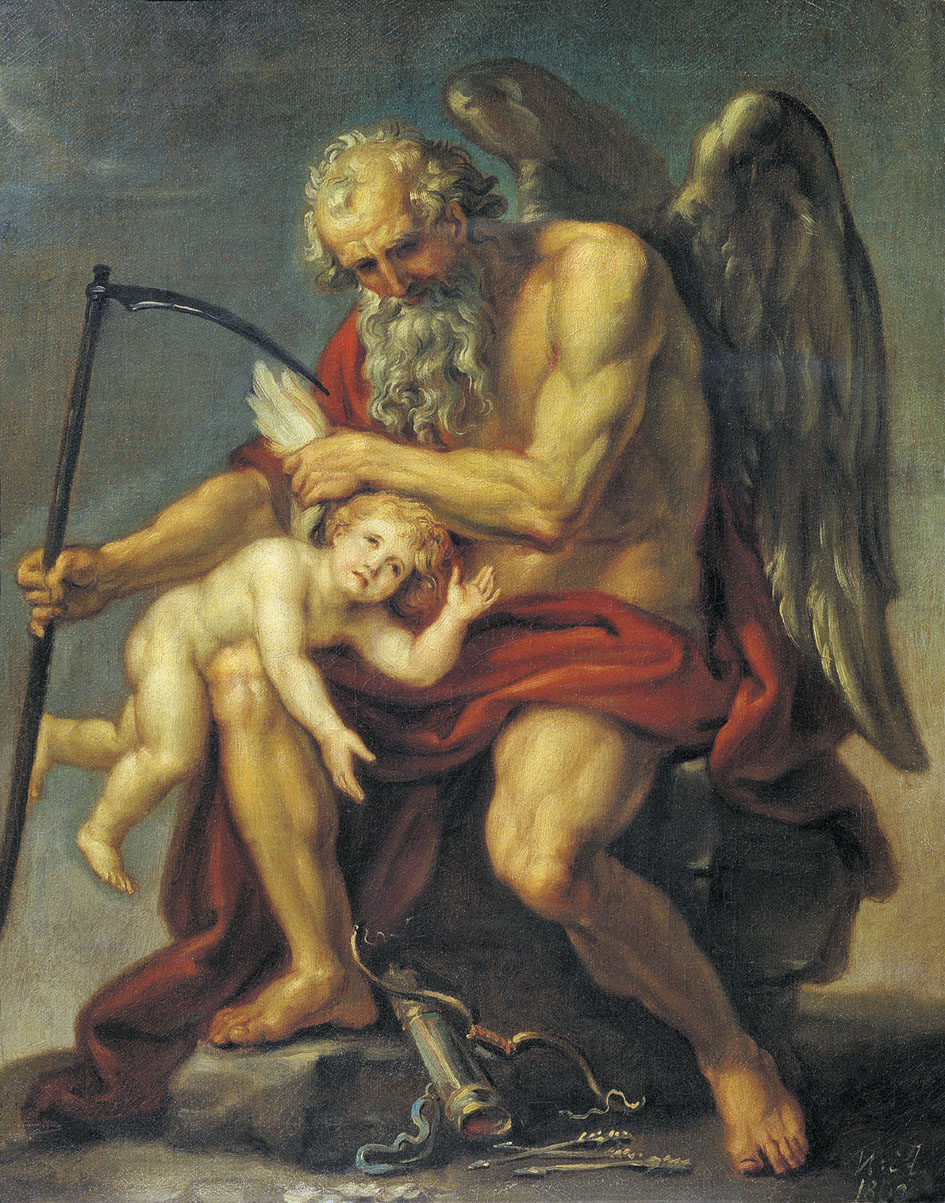
"Saturn tallant les ales a Cupido amb una scythe", pintura de Ivan Akimov, 1802, Galeria Tretiakov (Moscou)

G. Dumézil va postular que la figura del déu sobirà de la religió indoeuropea podia dividir-se en dos:en correspondència als déus vèdics Varuna i Mitra. El primer d'aquests està relacionat amb l'aspecte màgic, misteriós que inspira la creació i la destrucció; mentre que el segon mostra l'aspecte de la seguretat, la garantia de l'ordre en una organització social. En Júpiter aquests dos aspectes estan fusionats, però segons Briquel Saturn mostra ser un sobirà amb el caràcter de Varuna. Aquesta natura es fa evident en la seva funció com a senyor que domina el canvi temporal durant el solstici d'hivern, present en el poder de subvertir l'ordre normal codificat socialment i les seves regles, que es fa evident en la festa de la Saturnàlia, amb la celebració de la renovació anual de la fertilitat, en el poder destructor de la seva parella Lua, en el fet de ser el déu d'una era en què no existia el temps però caracteritzada per l'abundància a la qual s'invoca cada inici de l'hivern. Fins i tot en la cultura etrusca i romana no era un simple déu de l'agricultura sinó, a més, el qui portava el llamp. Per tant, la seva relació de protector de l'agricultura impedeix que pugui ser relacionat amb la tercera funció de la teoria de Dumezil però si que té relació amb la seva vessant màgica sobre la creació i la destrucció. Saturn té una relació propera amb Júpiter, ja que des d'antic es creia que habitava el turó capitolí, com es pot veure en les històries sobre l'arribada dels pelasgs de la terra dels sículs i que en els antics rituals dels Argei es fessin sacrificis humans en honor seu.

### Rituals
Els sacrificis que s'oferien a Saturn es feien seguint el ritus graecus, amb el cap del sacerdot descobert, en contrast amb els d'altres deïtats que es feien amb el cap velat. En canvi, el mateix Saturn era representat de vegades involutus («amb un vel»), com per exemple en una pintura mural a Pompeia que el mostra sostenint una falç i cobert amb un vel blanc. Aquest tret està d'acord amb el caràcter de rei sobirà del tipus Varuna i també es troba en el déu nòrdic Odin. Briquel remarca que Servi Maure Honorat ja havia notat en l'antiguitat que si feien servir el ritu grec era a causa que el mateix déu ja anava tapat amb un vel i això és un exemple del gir de l'ordre normal de les coses típic de la natura de Saturn com així es feia notar en la seva festa.

### L'estàtua del temple
Plini el Vell va descriure l'estàtua que hi havia al seu temple, que era de fusta i estava farcida d'oli, però no explica quin sentit tenia això. Els peus de l'estàtua estaven embenats amb benes de llana que només li eren llevades per la celebració de la Saturnàlia. El fet que la seva estàtua estigués farcida d'oli i els peus embenats podria estar relacionat amb el mite de "la castració d'Urà". En aquest mite Rhea, sabent que Cronos volia menjar-se el seu fill Zeus, li va donar una roca embolicada fent-li creure que era Zeus i se la mengés en substitució del fill. Però encara que l'ús d'enganys és un tret de la mitologia grega, també es pot trobar en Varuna i en Odin. Un cop Zeus va vèncer a Cronos, aquesta pedra la va posar a Delfos, on constantment s'untava amb oli i se l'embolcallava amb llana. L'estàtua duia un abric roig, se la treia en les processons i també en els lectisternia, els banquets als quals eren convidats els déus. Totes aquestes cerimònies segons Briquel l'identifiquen com a déu sobirà d'un temps passat anterior a la civilització humana.

### Fora de Roma
Hi ha poques proves que demostrin el culte a Saturn en altres ciutats de la península Itàlica, però el seu nom està relacionat amb el del déu etrusc Satres i el seu nom surt en les llegendes de la fundació de diverses ciutats del Laci.
També va ser equiparat amb el déu cartaginès Ba'al Hammon, al qual es creu que li sacrificaven nens. A partir d'aquesta identificació se li va erigir un santuari al segle ii, el Temple de Saturn de Dougga, i encara era molt venerat al segle iv. Aquest Saturn africà mostrava una certa tendència cap al monoteisme. Es practicava una cerimònia d'iniciació anomenada intrat sub iugum («entrada sota el jou»), semblant al ritual romà del Sororium Tigillum («el raig de la germana», relacionat amb la història dels Horacis).

### Dies especials

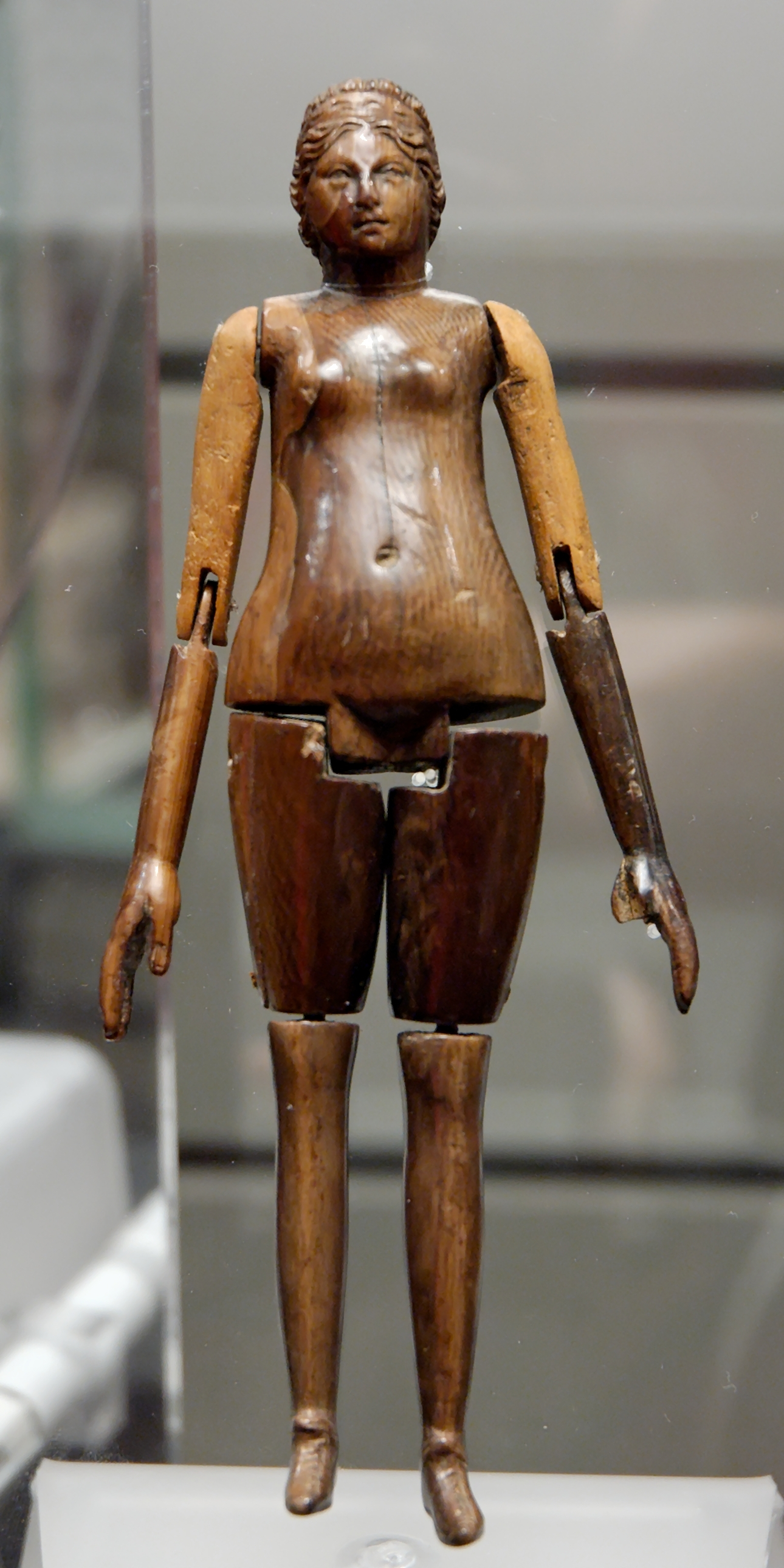
Nina romana del s. II. Una teoria associa els ninos amb els sacrificis en honor de Saturn.

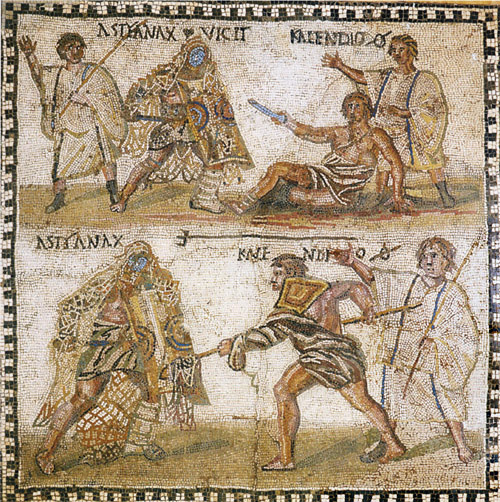
Durant la Saturnàlia es feien espectacles de gladiadors, com el d'aquesta pintura

Igual com Júpiter, se li va dedicar un dia de la setmana, el Saturni dies, expressió que a Britànnia va quedar recollit i es conserva en la paraula anglesa saturday («dissabte»). L'expressió llatina apareix per primera vegada en un poema de Tibul que va ser escrit en temps d'August.
La Saturnàlia era una de les principals festes del calendari romà. Se celebrava entre el 17 i el 23 de desembre. Durant aquests dies les normes socials es relaxaven una mica, fet que quedava marcat amb l'alliberament de l'estàtua de les seves benes. Macrobi va escriure al segle v sobre la Saturnàlia i segons la seva interpretació es tractava d'una celebració de la llum diürna que va minvant en temps en acabar-se la tardor i torna a recuperar en començar l'hivern. La culminació de la Saturnàlia era la festa del Sol invictus el 25 e desembre.

### Els gladiadors
La natura ctònica de Saturn relacionava el seu culte amb el de Dis Pater, l'equivalent romà al déu grec Plutó. Hi ha proves que al segle iii se li feien munera («ofrenes») en forma d'espectacles de gladiadors durant la Saturnàlia o en dades properes. Aquests espectacles generalment ocupaven uns deu dies al mes de desembre i eren presidits per qüestors. Vuit dies eren costejats amb l'erari públic (arca fisci) i generalment s'afegien dos més amb diners dels magistrats.
La pràctica dels munera amb gladiadors va ser criticada pels apologistes cristians, els quals consideraven que era una forma de sacrifici humà en honor d'un déu. Tot i que no hi ha proves d'aquesta pràctica durant l'època republicana, es va donar per fet que el primitiu culte a Saturn també demandava sacrificis humans. Macrobi va dir que a Dis Pater se'l satisfeia amb caps humans i a Saturn amb el sacrifici d'homes (virorum victimis). Els ninos que s'acostumava a regalar durant la sigillaria (l'intercanvi de regals de la Saturnàlia), podria ser una substitució dels sacrificis humans fets en l'antiguitat.